# Adrenogenitaal syndroom
Adrenogenitaal syndroom  of AGS is congenitale bijnierhyperplasie door een 21-hydroxylase-deficiëntie waardoor een hyperandrogenisme ontstaat met opstapeling van metabolieten, met hypocortisolemie en hypo-aldosteronisme. 

## Voorkomen
AGS komt voor bij 1 op de 12.000 kinderen en is bij vroege ontdekking goed te behandelen met medicijnen. Als de afwijking al wordt ontdekt tijdens de zwangerschap is de mogelijke virilisatie van een vrouwelijke baby te behandelen door toediening van dexamethason.

## Kentekenen
- Hypoaldosteronisme → in het plasma stijgt het kaliumgehalte, er is natrium- en waterverlies via de urine → verlaging van natrium in het plasma, hypotensie, dehydratie en indien acuut ook risico op shock. In een respons zal renine stijgen, in een poging de aldosteronproductie te verhogen.
- Door de daling van cortisol stijgt in het plasma het gehalte aan adrenocorticotroop hormoon (ACTH) en daardoor ook 17-hydroxy-progesterone en deoxyhydro-epiandrostenedione (DHEA) met bijnierhyperplasie.
  - Bij de pasgeboren meisjes is er daardoor pseudohermafroditisme, bij jongens macrogenitalia praecox.
  - Bij meisjes of volwassen vrouwen wordt er vermannelijking en amenorroe gezien en bij jongens voortijdige puberteit.

Onbehandeld heeft een adrenogenitaal syndroom een virilisatie tot gevolg omwille van het hyperandrogenisme en veroorzaakt het een (gedeeltelijk) syndroom van Addison door het hypoaldosteronisme en het hypocortisolisme.

## Opsporing
Bij pasgeborenen kan met de hielprik rond de 5e dag onder meer worden getest op AGS
Opsporing kan ook gebeuren:
- In utero via opsporing van 17-hydroxy-progesterone in het amnionvocht
- HLA-B typering van chromosoom 6
- Cellen nakijken op geslachtschromatine (bij pseudohermafroditisme)
- Chromosoomanalyse (bij pseudohermafroditisme)
- Opsporen van het gen voor 21-hydroxylase om te kijken of het deficiënt is.

## Niet-klassieke vorm
Een mildere en niet levensbedreigende vorm van het androgenitaal syndroom wordt ook wel het niet-klassieke androgenitaal syndroom genoemd. Deze vorm wordt soms pas ontdekt in de puberteit of de vroege volwassenheid: patiënten met niet-klassieke AGS hebben symptomen van hyperandrogenisme zoals onregelmatige menstruatie, hirsutisme, ernstige acne en vroege groei van schaamhaar, maar het kan ook asymptomatisch zijn.  De genitaliën zijn over het algemeen niet tweeslachtig. De aandoening kan verward worden met PCOS.